# Crisis política en Ecuador de 2023
La crisis política en Ecuador de 2023 se desató a raíz del juicio político contra el Presidente de la República, Guillermo Lasso, que se estaba realizando en la Asamblea Nacional del Ecuador hasta que el 17 de mayo, día en el que el presidente Lasso disolvió el parlamento a través del Decreto Ejecutivo 741, en el que activó el artículo 148 de la Constitución Nacional, denominado «muerte cruzada», argumentando en su decreto «grave crisis política y conmoción interna». Dicho decreto obliga al Consejo Nacional Electoral convocar a elecciones presidenciales y legislativas extraordinarias, para completar el periodo de Lasso, en un lapso de siete días.
Aquella medida, junto con la militarización del Palacio Legislativo, fue considerada por gran parte de la opinión pública y el sector político ecuatoriano como una maniobra política para truncar el juicio que se llevaba a cabo en el parlamento contra el presidente Lasso. Además, fue calificada de «ilegal» por dichos actores políticos; por lo que se presentaron seis demandas de inconstitucionalidad contra el decreto presidencial. Sin embargo, la Corte Constitucional inadmitió las demandas y ratificó la «muerte cruzada» decretada por el primer mandatario.

## Antecedentes

### Coyuntura nacional
Guillermo Lasso asumió la presidencia el 24 de mayo de 2021, tras su triunfo en las elecciones presidenciales de 2021, representando a la alianza CREO-PSC. Durante la campaña electoral, presentó un plan de gobierno centrado en la generación de empleo, prometiendo que a través de la apertura del mercado y relajamiento de las contrataciones se logrará crear 2 millones de nuevas plazas de trabajo en el país, potenciar la inversión extranjera, liberalización económica, mayor asociación entre el sector público y el privado, reactivación económica a través de la reducción de impuestos, implementación de zonas francas, concesionar la gestión de las empresas públicas al sector privado, lucha contra la corrupción y garantizar un mejor servicio de salud pública coordinado por su candidato vicepresidencial Alfredo Borrero a través de la concesión de estos servicios al sector privado.
A pesar las promesas de campaña, el gobierno de Guillermo Lasso mantuvo las políticas neoliberales de su antecesor, Lenín Moreno además de agudizarse la crisis de seguridad que azota al país desde el gobierno de Lenín Moreno. Así también, se destaca el desabastecimiento y la inoperatividad del sistema de salud pública. A consecuencia de ello, varias organizaciones indígenas, sociales y sindicales, lideradas por la Confederación de Nacionalidades Indígenas del Ecuador (Conaie), realizaron el Paro Nacional de 2022, desatando una nueva ola de movilizaciones a nivel nacional, entre del 13 al 30 de junio de 2022, en oposición a las políticas de Lasso. Al igual que Moreno en las manifestaciones de 2019, Lasso reprimió la movilización social, dejando un saldo de 7 manifestantes fallecidos, 331 heridos y 158 detenidos. El paro finalizó tras llegar a un acuerdo en el que se establecieron mesas de diálogo para negociar consensos entre el gobierno y las organizaciones indígenas.
Sin embargo, tras meses de negociaciones, las organizaciones indígenas abandonaron las mesas de diálogo, alegando que «no ha habido voluntad política por parte del gobierno» para cumplir los acuerdos alcanzados. Para el 24 de febrero de 2023, la Conaie pidió la renuncia del presidente Lasso, «por su incapacidad de gobernar y resolver los problemas más sentidos de los ecuatorianos», además de solicitar a la Asamblea Nacional y la Corte Constitucional enjuiciar políticamente a Lasso, por el Caso Encuentro.

### Caso Encuentro y juicio político

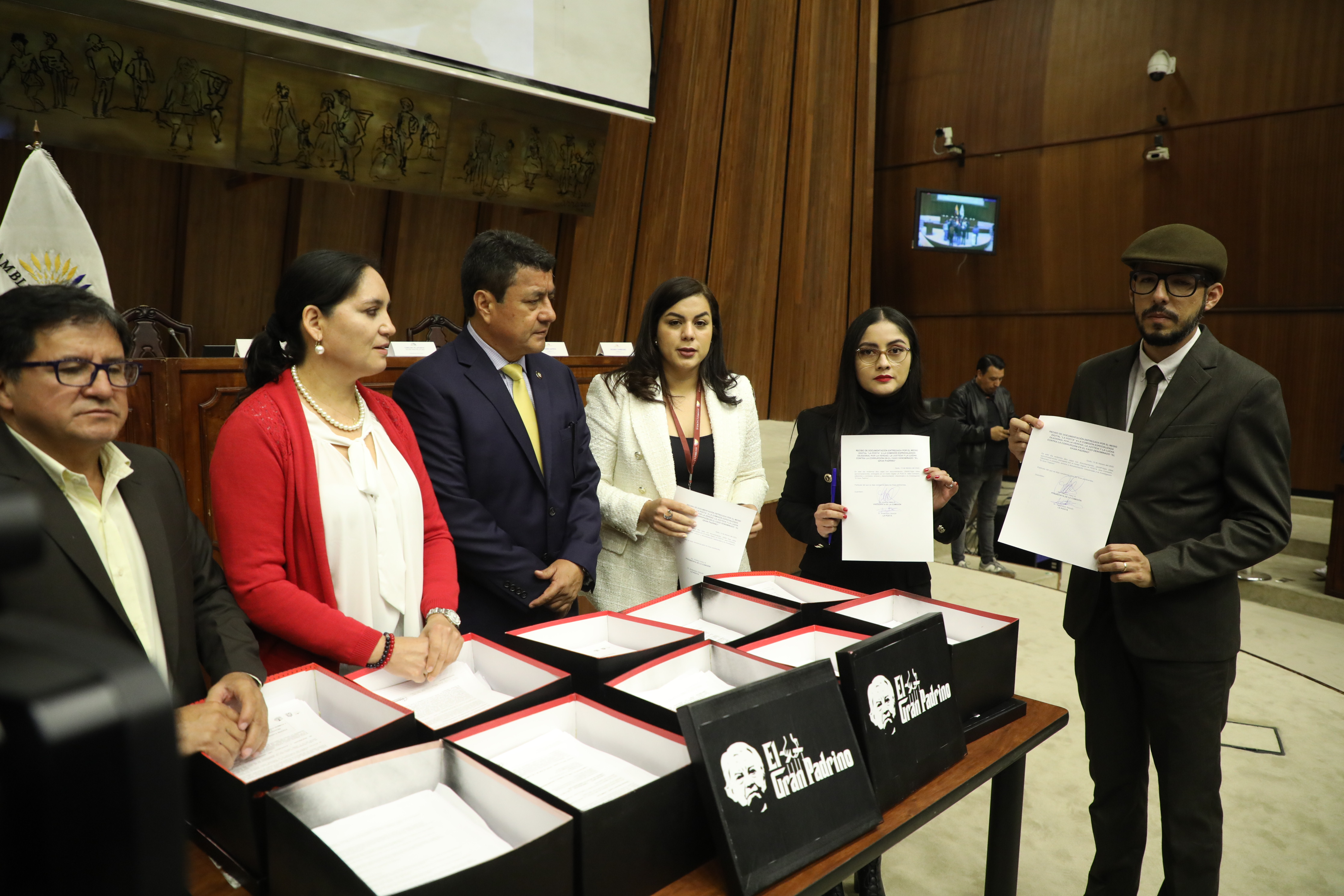
Entrega de información a la Asamblea Nacional sobre el Caso Encuentro por parte de La Posta.

El medio de comunicación digital La Posta, publicó un reportaje periodístico, denominado El Gran Padrino, el 9 de enero de 2023, en el que detallaba una trama de corrupción dentro de las empresas públicas que giraría en torno a Danilo Carrera Drouet, cuñado del presidente Lasso.
Tras este escándalo mediático, el 18 de enero de 2023, la Asamblea Nacional creó la Comisión Multipartidista Ocasional para la verdad, justicia y la lucha contra la corrupción en el caso El Gran Padrino. Luego de las investigaciones realizadas dicha comisión, se presentó un informe no vinculante que dio paso a que el Pleno de la Asamblea apruebe iniciar el trámite de enjuiciamiento político contra el primer mandatario el 4 de marzo de 2023.
El trámite del juicio político inició el 16 de marzo, siendo su admisibilidad aprobada por dictamen de la Corte Constitucional, el 29 de marzo. Posteriormente, el trámite del juicio pasó a manos de la Comisión de Fiscalización de la Asamblea Nacional, donde se presentaron las respectivas pruebas, además de varias comparecencias de funcionarios y exfuncionarios del gobierno de Lasso. Dicha comisión debía presentar un informe al respecto, pero el presidente de la comisión, Fernando Villavicencio, presentó por su cuenta un "informe borrador", que finalmente fue rechazado al ser sometido a votación por la Comisión de Fiscalización. Tras aquello, el Pleno de la Asamblea Nacional dio paso al proceso de juicio político en una votación realizada el 9 de mayo.

## Muerte cruzada
El juicio político inició el 16 de mayo de 2023; sin embargo, a primera hora del día siguiente, el presidente Lasso firmó el Decreto Ejecutivo 741, en el que, alegaba una «grave crisis política y conmoción interna», por lo que activó el artículo 148 de la Constitución del Ecuador, conocido popularmente como «la muerte cruzada». Dicho mecanismo, permite al primer mandatario disolver la Asamblea Nacional, y llamar a elecciones presidenciales y legislativas extraordinarias, para completar para concluir el período constitucional por el que tanto Lasso como el parlamento fueron elegidos. Es así que en la mañana del 17 de mayo, Lasso ordenó la militarización del Palacio Legislativo, impidiendo el acceso al personal que labora en la institución y a los asambleístas, que tenían previsto continuar con la sesión en la que debatían el juicio político al mandatario.
Por su parte, los consejeros del Consejo Nacional Electoral (CNE) se reunieron para preparar las nuevas elecciones extraordinarias. En una rueda de prensa, la presidenta del CNE, Diana Atamaint indicó que «en las próximas horas tendremos un calendario electoral coordinado con el Tribunal Contencioso Electoral», para celebrar dichos comicios; además de señalar que el CNE convocará a elecciones hasta el 24 de mayo. Al día siguiente, Atamaint informó que la primera vuelta electoral se realizaría el 20 de agosto, y en caso de haber un balotaje, este se daría el 15 de octubre, por lo que tentativamente el nuevo presidente sería posesionado en noviembre del 2023.

### Manifestaciones en contra
El 17 de mayo, poco después de la firma de la «muerte cruzada», miembros de la Unión Nacional de Educadores (UNE), se tomaron las avenidas alrededor del Ministerio de Educación, al norte de Quito, realizando una manifestación en rechazo del decreto presidencial que disolvió la Asamblea Nacional. Para el 19 de mayo, se registró otra protesta en Quito, esta vez protagonizada por los estudiantes de la Universidad Central del Ecuador (UCE), quienes cerraron la avenida América, ubicada en los exteriores del predio universitario. Al igual que en la manifestación de la UNE, los estudiantes mostraron su rechazo al decreto presidencial, a la vez que exigieron la salida del presidente Lasso.

### Demandas de inconstitucionalidad
Tras la publicación del decreto presidencial en el registro oficial, Mireya Pazmiño, Ángel Maita, Fernando Cabascango, Dina Farinango y Pilar Llano, de la facción radical de Pachakutik, presentaron la primera demanda de inconstitucionalidad contra la «muerte cruzada» decretada por el primer mandatario. Poco después, hicieron lo propio los exlegisladores Esteban Torres, del Partido Social Cristiano (PSC) y Yeseña Guamaní de la Izquierda Democrática (ID), quienes también acudieron a la Corte Constitucional y presentaron otra demanda de inconstitucionalidad, argumentando que la decisión del mandatario no es aplicable, puesto que no existe la causal invocada por el presidente Lasso. Hubo otras cuatro denuncias, realizadas por organizaciones sociales, respecto al tema, aunque no tuvieron la misma cobertura mediática que las dos anteriores.
Tras receptar las denuncias, la Corte Constitucional sorteó el 17 de mayo, los jueces que revisarán las demandas de inconstitucionalidad. Los jueces elegidos tras el sorteo para dar trámite al pedido fueron Pablo Herrería Bonnet y Jhoel Escudero Soliz. Sin embargo, el 18 de mayo los tres tribunales que conforman la Sala de Admisión de la Corte Constitucional, emitieron seis autos en los que se analizaron las demandas de inconstitucionalidad presentadas en contra del Decreto. En todos los autos, los tribunales decidieron por unanimidad rechazar las demandas de inconstitucionalidad, alegando que no tienen competencia para pronunciarse respecto de la verificación y motivación de la causal de grave crisis política y conmoción interna invocada por Lasso. Como consecuencia de la decisión de rechazar las demandas de inconstitucionalidad, también se rechazaron los pedidos de que la Corte adopte medidas cautelares con el fin de suspender provisionalmente los efectos del Decreto impugnado.

## Reacciones

### Nacionales

#### Personajes políticos
- El expresidente Rafael Correa, mediante una publicación realizada en Twitter, catalogó al decreto presidencial de Lasso de «ilegal» y afirmó que «obviamente no hay ninguna conmoción interna», como argumentó el mandatario. «En todo caso, es la gran oportunidad para mandar a la casa a Lasso, su Gobierno y sus legisladores de alquiler», agregó. En otra publicación, Correa tildó de «triste retroceso democrático» el anuncio del Comando Conjunto de las Fuerzas Armadas y Policía de declarar constitucional decreto de Lasso. Correa considera que el hecho de que ofrezcan declaraciones sobre la crisis política que atraviesa el país «demuestra que aún no entienden su rol en democracia». En una posterior entrevista, declaró que «lo que existe es un juicio político en estricto apego a la Constitución, en el cual parece ser que Lasso no pudo comprar a todos los asambleístas. Iba a ser destituido y prefirió llamar a elecciones anticipadas».[34]
- El expresidente Lenín Moreno, pidió tener «cabeza fría» para que el Movimiento Revolución Ciudadana no triunfe nuevamente en las urnas, como en las recientes elecciones seccionales. A través de su cuenta de Twitter, llamó a «la unidad, humildad y desprendimiento ante el incierto escenario político y social que vive el Ecuador». Luego de todos lo desfaces en el gobierno del exmandatario, recomendó a Lasso atender las prioridades y las necesidades de los ecuatorianos, donde predomine la libertad, democracia y bienestar ciudadano.[35]
- El destituido presidente de la Asamblea, Virgilio Saquicela, en una rueda de prensa junto a exasambleístas del PSC y las facciones opositoras de la ID y Pachakutik, habló del contrapeso de poderes y afirmó que no hay razón para disolver la Asamblea Nacional, pues no existe conmoción social. Además, señaló que los antecedentes del decreto de muerte cruzada y su motivación «no se comparecen» con la resolución del ejecutivo. Y exigió que la Corte Constitucional se pronuncie de inmediato ante las demandas de inconstitucionalidad presentadas. «No para que los legisladores vuelvan a sus puestos, sino para respetar el estado de derecho y la institucionalidad», dijo. El expresidente de la Asamblea dijo que si la Corte resuelve la constitucionalidad del decreto, estaría atentado también contra «la institucionalidad y el estado de derecho».[36]
- El exalcalde de Guayaquil, Jaime Nebot, al pronunciarse sobre la disolución del parlamento, citó al comunicado que hizo su tienda política, el Partido Social Cristiano: «la muerte cruzada es inconstitucional, sin efecto jurídico, inconveniente y disfraz de dictadura». Respecto al argumento de Lasso de una «grave crisis política y conmoción interna», que es una de las causales establecidas en dicho artículo, afirmó que «es público y notorio que tal evento no existe en estos momentos». Añade también que violó la Constitución.[3]

#### Organizaciones sociales
- Confederación de Nacionalidades Indígenas del Ecuador (Conaie): Tras una reunión en la que evaluó los sucesos acontecidos, la principal organización indígena ecuatoriana realizó un pronunciamiento: «Enfrentamos un momento difícil para la democracia de nuestro país [...] Lasso, como todo cobarde, decreta la muerte cruzada para evitar que la Asamblea Nacional, frente al clamor popular, lo destituya», declaró ante la prensa Leonidas Iza, presidente de la Conaie. La Conaie sostuvo que a Lasso no le alcanzó «la compra de votos en la Asamblea Nacional» para salvarse del juicio político; por ello, añadió, «viéndose perdido», activa un «autogolpe de Estado encubierto». Por el momento, el Consejo Ampliado de la Conaie descartó el inicio de una nueva jornada de protestas, sin embargo, la organización aseguró que las bases del movimiento indígena y organizaciones aliadas se mantendrán en «vigilancia permanente» frente a las decisiones del presidente Guillermo Lasso.[4]
- Unión Nacional de Educadores (UNE): El organismo magisterial se sumó al rechazo a la "muerte cruzada" decretada por el presidente Lasso. Han señalado que el primer mandatario debe dejar el cargo debido a las «políticas neoliberales» y las múltiples denuncias de corrupción que recaen sobre el gobierno. Isabel Vargas, presidenta de la UNE, señaló que el primer mandatario tomó esta medida, sin apoyo popular y a horas de ser «destituido» por la Asamblea Nacional. Añadió que la medida es inconstitucional, «porque no hay conmoción social para decretarla». Es así que la UNE realizó una manifestación en los exteriores del Ministerio de Educación, en Quito, cerrando las avenidas circundantes.[30]
- Federación de Estudiantes Universitarios del Ecuador (FEUE): La agrupación estudiantil indicó que, a pretexto de la muerte cruzada, no permitirán que el país se vuelva el «banco» y la «agencia» de Guillermo Lasso. El presidente de la FEUE, Nery Padilla, mencionó que, desde las organizaciones estudiantiles, no permitirán que el primer mandatario exprese medidas «dictatoriales», de corte neoliberal, que atenten los derechos de los sectores populares y vulnerados. «Desde la FEUE Nacional catalogamos a Guillermo Lasso como el principal enemigo de la universidad pública, y hacemos el llamado a toda la dirigencia de la FEUE Nacional, a reunirnos y a definir acciones en conjunto con las organizaciones», añadió.[2]
- Confederación Nacional de Organizaciones Campesinas, Indígenas, Negras y Montubias (Fenocin): El 19 de mayo, en una rueda de prensa, la dirigencia de la Fenocin declaró que, a pesar del pronunciamiento de la Corte Constitucional, para su organización, el decreto presidencial es «inconstitucional». Añadieron que estarán vigilantes de los decretos-ley que emita el Ejecutivo y de la actuación de la fuerza pública, que respalda al Gobierno. Finalmente, con respecto a las próximas elecciones, hicieron un llamado a la unidad «para elegir a un ecuatoriano que pueda conducir el país».[37]

### Internacionales
- Estados Unidos: El Gobierno norteamericano respaldó al mandatario y aseguró que las relaciones entre ambos países se mantienen fuertes. «Apoyamos a las instituciones democráticas en Ecuador», declaró en conferencia de prensa el portavoz del Departamento de Estado, Vedant Patel.[38]
- México: El Presidente Andrés Manuel López Obrador hizo votos para que el pueblo ecuatoriano alcance una salida pacífica a esta crisis constitucional y dijo: «No creo yo que haya inestabilidad y además no lo deseo, ojalá que los hermanos ecuatorianos puedan resolver esto así, con este procedimiento y en paz».[39]
- Perú: La Cancillería del Perú envío un mensaje de apoyo a Lasso luego del caos por disolver la Asamblea Nacional. El Gobierno de Dina Boluarte reiteró el respaldo al “proceso democrático de la República del Ecuador”. Recalcó que las próximas elecciones que vivirá el país permitirán que perdure la gobernabilidad política y la paz social.[40]
- Chile: El canciller de Chile, Alberto van Klaveren aclaro que el Gobierno está siguiendo “con mucha atención" la crisis en Ecuador y pidió a todas las partes del país a respetar el orden constitucional tras la decisión del presidente Guillermo Lasso.[41]